# Kaiserstraße 147 (Mönchengladbach)

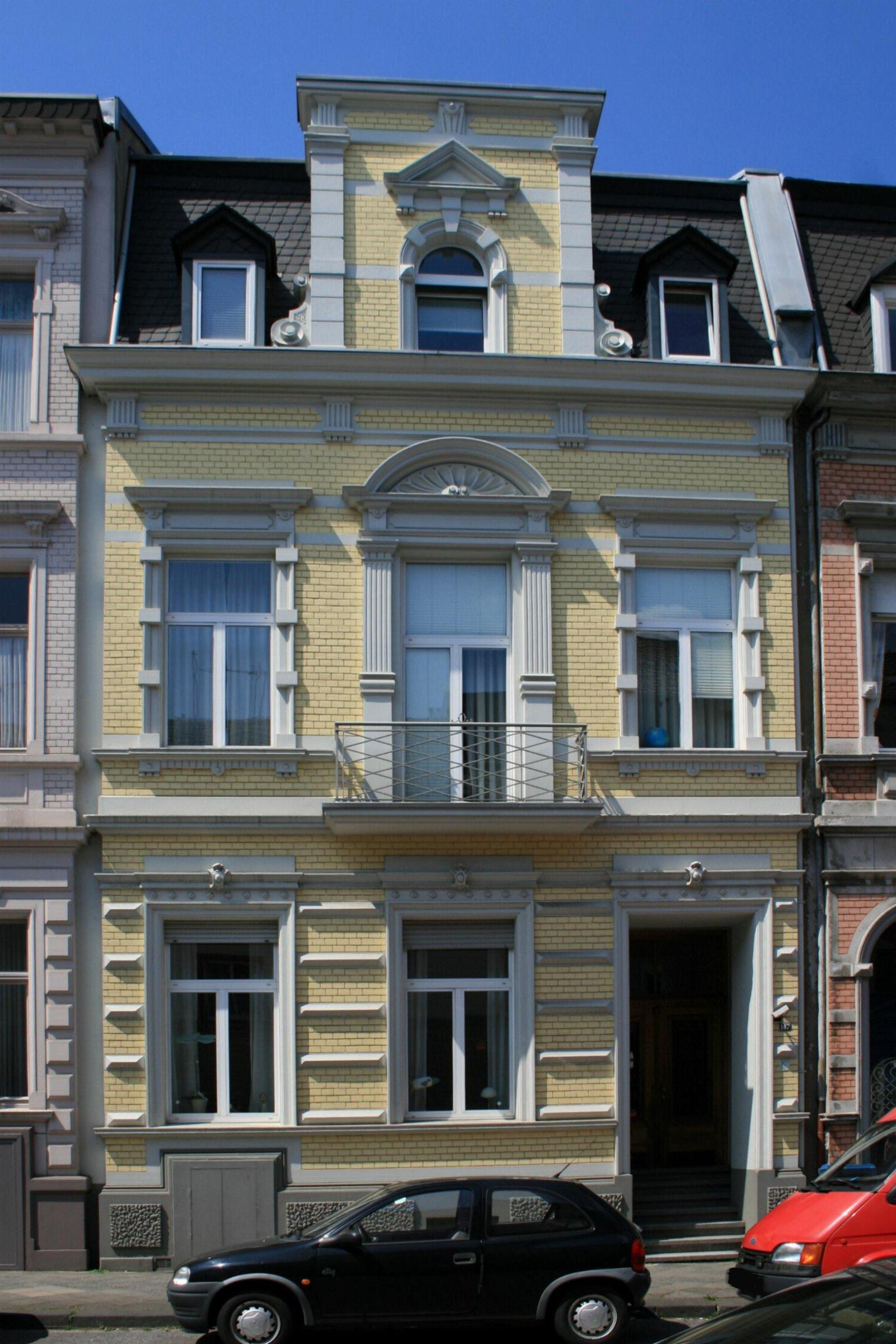
Wohnhaus (2010)

Das Wohnhaus Kaiserstraße 147 steht in Mönchengladbach (Nordrhein-Westfalen).
Das Gebäude wurde um 1900 erbaut. Es wurde unter Nr. K 068 am 27. Februar 1991 in die Denkmalliste der Stadt Mönchengladbach eingetragen.

## Lage
Das kurz vor 1902 errichtete Gebäude befindet sich in der Kaiserstraße in dem Teilbereich zwischen Humbodt- und Lessingstraße, der vorwiegend zwischen 1895 und 1905 bebaut wurde.

## Architektur
Es handelt sich um ein traufenständiges, fünfgeschossiges,  vierachsiges  Wohnhaus mit ausgebautem Mansarddach und Dacherker sowie ein Balkon.